# Günter Pfeifer
Günter Pfeifer (* 18. Juli 1943 in Schopfheim) ist ein deutscher Architekt und emeritierter Professor für Architektur.

## Leben
Von 1963 bis 1967 studierte Günter Pfeifer Architektur an der Staatlichen Werkkunstschule in Kassel. 1975 gründete er sein eigenes Architekturbüro mit Sitz in Freiburg im Breisgau und Lörrach, wo er bis 2000 als Architekt tätig war. Von 1979 bis 1986 unterhielt er eine Büropartnerschaft mit Thomas Heiß, 1989–1993 mit Roland Mayer. Zwischen 1987 und 1993 arbeitete er mit den international renommierten Architekten Frank O. Gehry, Zaha M. Hadid, Tadao Ando und Alvaro Siza zusammen.
Von 1992 bis 2012 war er ordentlicher Professor an der TU Darmstadt, zunächst für Entwerfen und Hochbaukonstruktion, ab 2001 für Entwerfen und Wohnungsbau.
Von 2001 bis 2005 war er neben Harald Roser und Christoph Kuhn Partner des Büros Pfeifer Roser Kuhn mit Sitz in Freiburg im Breisgau. Von 2005 bis 2012 führte er ebenda das Büro pfeifer. kuhn. architekten in Partnerschaft mit Christoph Kuhn. Seit 2013 besteht unter seiner Leitung das Büro "Pfeifer Architekten" in Freiburg im Breisgau und seit 2014 das Büro "BaruccoPfeifer Architektur" in Partnerschaft mit Lisa Barucco in Darmstadt.
Arbeitsschwerpunkte des Büros sind Wohnungsbau und Bauen im kirchlichen Bereich. Zu Günter Pfeifers Projekten gehörte im Jahr 2000 die Kirche mit Gemeindezentrum Jesus Christus, der gute Hirte in Frankfurt-Nieder-Erlenbach sowie 2006 die Umgestaltung der St.-Antonius-Kirche in Stuttgart-Kaltental, die 1932 von Hans Herkommer errichtet wurde.
Für die 2008 realisierte Neugestaltung des Innenraums von St. Augustinus in Heilbronn wurde er 2012 mit dem Hugo-Häring-Landespreis des Bundes Deutscher Architekten ausgezeichnet.
Außerdem befasst sich Günter Pfeifer mit alternativen Entwurfsstrategien zum solaren Bauen. Sein Ansatz ist hier, möglichst mit baulich-architektonischen Mitteln ein „kybernetisches“, also ganzheitlich betrachtetes Konzept zur energetischen Optimierung der Bauten zu erlangen. Günter Pfeifer ist Autor zahlreicher Fachpublikationen.
2009 wurde Pfeifer der Gottfried-Semper-Architekturpreis der Sächsischen Akademie der Künste verliehen.

## Bauten (Auswahl)

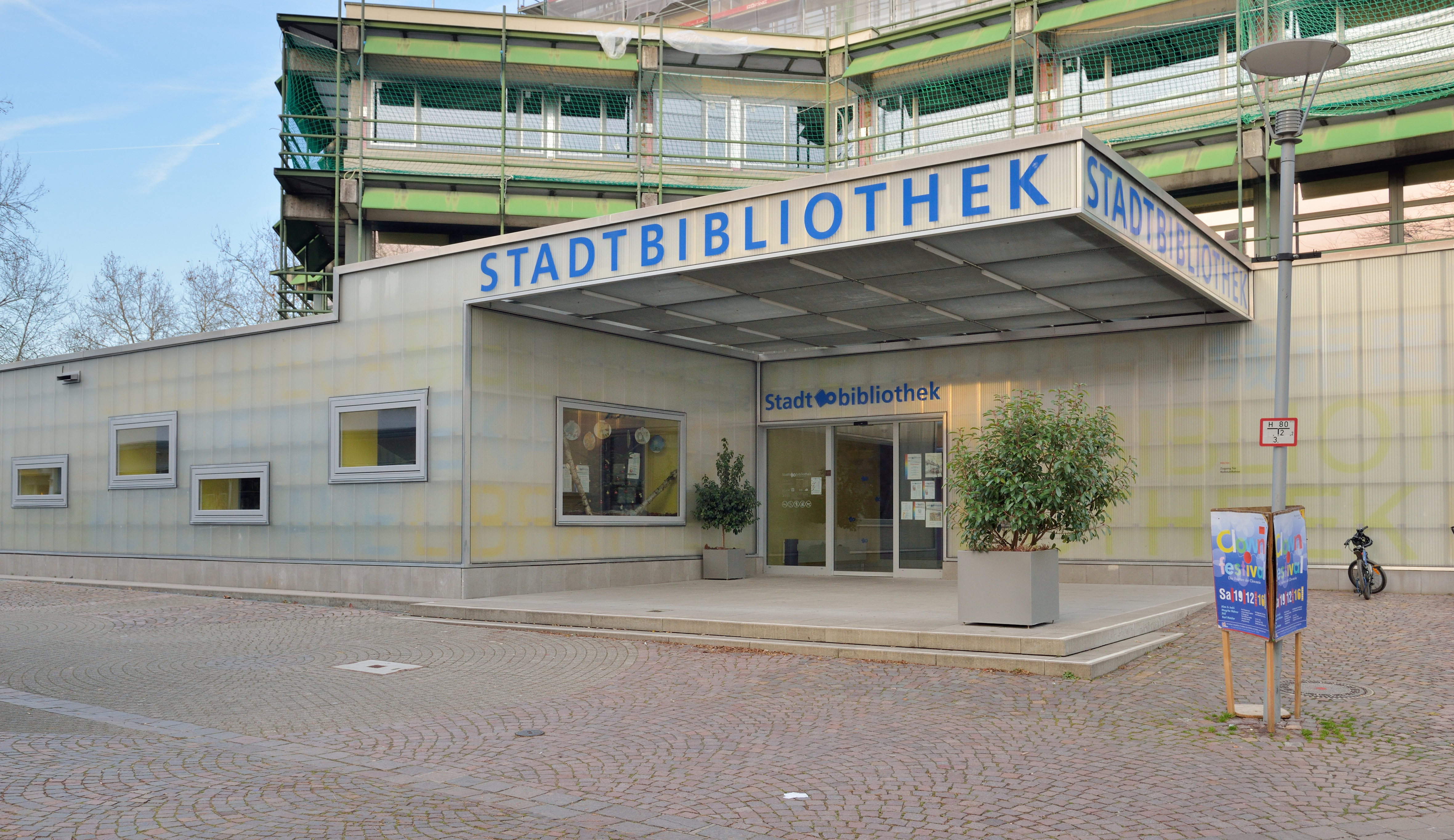
Haupteingang der Stadtbibliothek in Rheinfelden (Baden)

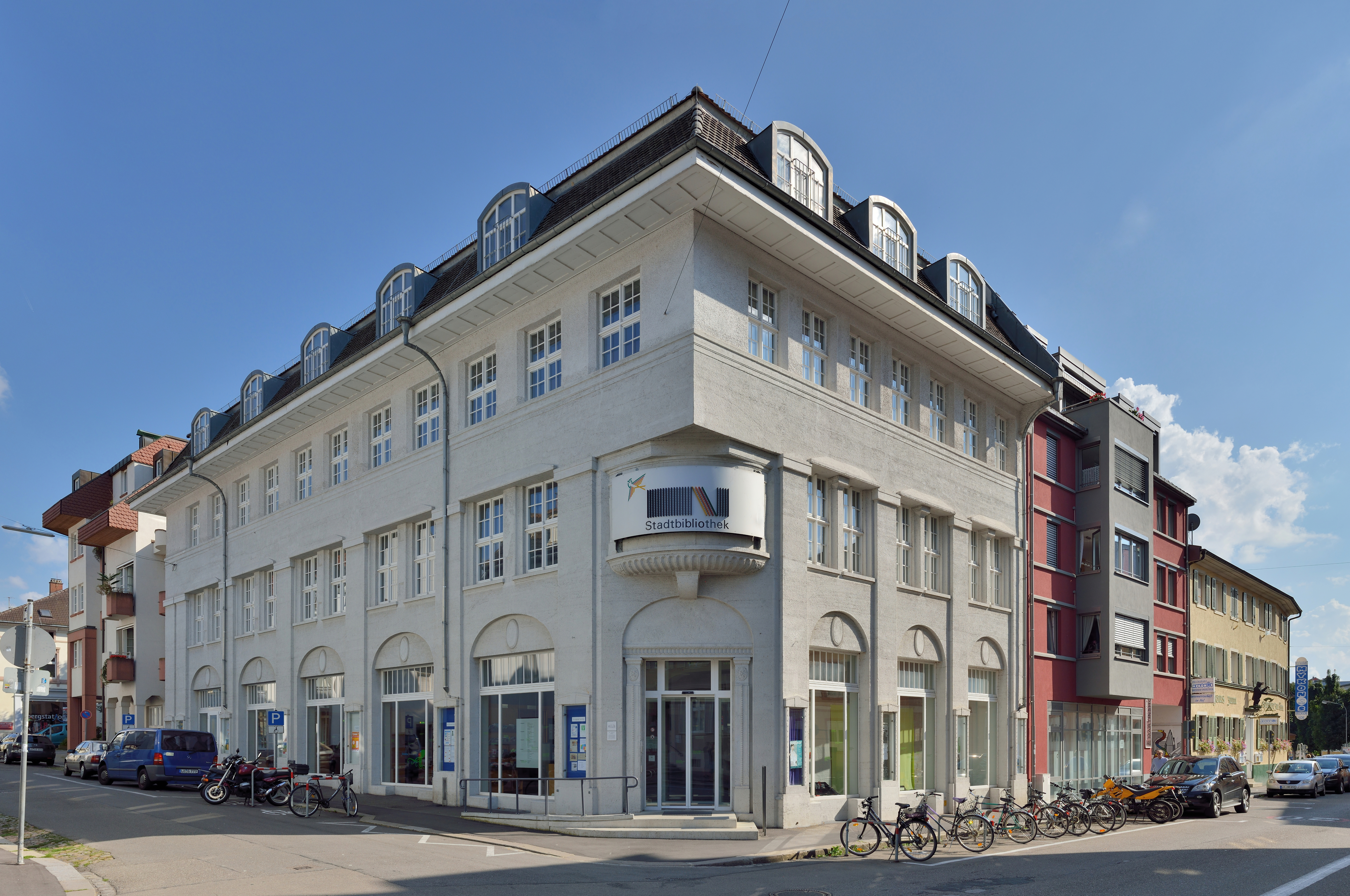
Stadtbibliothek Lörrach

- 2012: Zentrales Kunstdepot Freiburg[4]
- 2012: Seniorenwohnanlage Weegerhof Solingen*[5]
- 2009: Stadtbibliothek Rheinfelden (Baden)[6]
- 2008: Innenumbau von St. Augustinus (Heilbronn)
- 2006: Institut für Umweltmedizin und Krankenhaushygiene der Universität Freiburg*
- 2006: Umbau St.-Antonius-Kirche in Stuttgart-Kaltental*
- 2005: Zentrum Verkündigung – Umbau der Markuskirche in Frankfurt-Bockenheim*
- 2005: Patchworkhaus in Müllheim*
- 2003: Faller PharmaServiceCenter in Binzen*
- 2003: Dienstleistungszentrum für Senioren in Lich*
- 1999: Wohnanlage der Ökumenischen Wohnhilfe in Darmstadt
- 1998: Verwaltung und Lagerhalle Firma Sinotex in Binzen
- 1998: Schreinerei Schmidt in Ehrenkirchen
- 1996: Katholische Kirche Zum guten Hirten (Frankfurt am Main) und Gemeindezentrum in Frankfurt-Niedererlenbach
- 1995: Umbau des Alten Rathauses in Lörrach zu Volkshochschule und Seniorentreff[7]
- 1993: Wohnanlage Dreispitz auf dem Lörrach-Salzert
- 1992: Stadtbibliothek Lörrach (Umbau)
- 1991: Konferenzpavillon der Vitra AG in Weil am Rhein (Kontaktarchitekt von Tadao Ando)
- 1990: Feuerwehrhaus der Vitra AG in Weil am Rhein (Kontaktarchitekt von Zaha Hadid)
- 1989: Wohnanlage Kirchhölzle in Schopfheim
- 1989: Wohnanlage Schildackerweg in Freiburg im Breisgau
- 1988: Aussegnungshalle in Maulburg
- 1987 Wohnanlage Röttelnblick, Lörrach-Salzert
- 1986: Vitra Design Museum in Weil am Rhein (Kontaktarchitekt von Frank O. Gehry)
- 1984: Wohnhaus von Edward H. Tarr und Irmtraud Tarr in Rheinfelden (Baden), Ortsteil Eichsel

* Mit Pfeifer-Roser-Kuhn-Architekten

## Publikationen
- mit Holger Reiners und Antje M. Liebers: Der neue Holzbau. München 1998, ISBN 3-76-671281-0.
- mit Rolf Ramcke, Joachim Achtziger, Konrad Zilch: Mauerwerk Atlas. Basel 2001, ISBN 3-76-436478-5.
- mit Antje M. Liebers und Per Brauneck: Sichtbeton. Technologie und Gestaltung. Düsseldorf 2005, ISBN 3-76-400371-5.
- Wohnungstypologien. Stuttgart 2005, ISBN 3-78-281142-9.
- mit Per Brauneck: Hofhäuser. Eine prospektive Wohnbautypologie in vier Bänden. Band 1, Basel 2007, ISBN 3-76-437839-5.
- mit Per Brauneck: Reihenhäuser. Eine prospektive Wohnbautypologie in vier Bänden. Band 2, Basel 2007, ISBN 3-76-437837-9.
- mit Biljana Stefanovska: Erfindung Wohnen. 10 Grundlagenvorlesungen. Tübingen 2007, ISBN 3-8030-0673-2.
- mit Per Brauneck: Stadthäuser. Eine prospektive Wohnbautypologie in vier Bänden. Band 3, Basel 2008, ISBN 3-76-438609-6.
- (Herausgeber) Die Typologie des Hofhauses. Freiburg 2008, ISBN 978-3-940548-01-6.
- Ernst Leicht – Vom Bauen und Denken. Freiburg 2008, ISBN 978-3-940548-06-1.